# Anemonen-Pilzkoralle
Die Anemonen-Pilzkoralle (Heliofungia actiniformis, Syn.: Fungia actiniformis) ist eine solitär lebende Steinkoralle, deren sehr großer Einzelpolyp das Skelett verdeckt, so dass sie einer Seeanemone zum Verwechseln ähnlich sieht. Sie kommt im südöstlichen Indischen Ozean bis zum westlichen Pazifik, von Australien bis zu den Ryūkyū-Inseln, Mikronesien und Neukaledonien vor. Dort lebt sie in flachem, lichtdurchflutetem Wasser, z. B. in klaren Lagunen. Heliofungia actiniformis ist die einzige Art der Gattung Heliofungia Wells 1966.

## Merkmale
Ausgewachsene Heliofungia actiniformis leben frei, das Skelett ist nicht, wie bei juvenilen Exemplaren, an Gestein oder einem sonstigen, festen Substrat festgewachsen. Der Polyp ist flach, scheibenförmig und von grünlicher bis graubrauner Farbe. Aufgepumpt kann er einen Durchmesser von 30 bis 50 Zentimeter erreichen. Die 15 bis 25 Zentimeter langen Tentakel haben kugelförmige, helle, grüne oder rosafarbene Enden. Es sind die längsten Tentakel aller Korallen. Die Mundöffnung ist mittig und wird 3 Zentimeter breit. Die Mundscheibe ist gestreift.
Die Anemonen-Pilzkoralle lebt mit Zooxanthellen, kleinen, einzelligen Algen aus der Gruppe der Dinoflagellaten, in Symbiose, die für die Ernährung der Koralle wichtig sind. Zwischen den Tentakeln verstecken sich oft Pilzkorallen-Seenadeln und junge Kardinalbarsche.

## Fortpflanzung
Heliofungia actiniformis vermehrt sich geschlechtlich, im Great Barrier Reef werden die Keimzellen im Oktober und November in das Wasser abgegeben. Sie hat aber auch, wie andere Pilzkorallen, die Möglichkeit, an der Unterseite ihres Skeletts kleine, Anthocauli genannte Tochterpolypen zu bilden, die sich nach einiger Zeit vom Mutterpolypen lösen. Bei diesen Formen der asexuellen Vermehrung entstehen Klone des Mutterpolypen.